# Hradiště nad Studci
Hradiště nad Studci (též Mcely 1 nebo Velké hradiště) je pravěké hradiště. Nachází se nad vesnicí Studce západně od Mcel v okrese Nymburk ve Středočeském kraji. Postaveno bylo v mladší době bronzové a dochovaly se z něj mladšími zásahy poškozené zbytky opevnění. Společně s nedalekým hradištěm nad Sychrovem je chráněno jako kulturní památka. Hradiště se nachází na území národní přírodní památky Čtvrtě a je přístupné po modře značené místní turistické trase z Mcel do Studcí.

## Historie
Hradiště bylo postaveno v období lužické kultury v mladší době bronzové. Datování umožnily nálezy keramiky získané v amatérské sondě a určené archeology Václavem Spurným a Bohuslavem Novotným. Nalezená keramika je nezvěstná.

## Stavební podoba
Hradiště leží na jihovýchodním okraji Jizerské tabule v nadmořské výšce 250 metrů. Využilo širokou ostrožnu, na bočních stranách vymezenou dvěma úžlabinami. V místě, kde je prostor mezi nimi nejužší, vedlo opevnění dlouhé 355 metrů. Tvoří jej dvojitá linie valů a vnějších příkopů. Ačkoliv to není v terénu jasně patrné, podle lidarových snímků fortifikace pokračovala podél severní a západní strany. Opevněný areál měří 4,4 hektaru a na jihozápadě je z něj dalším opevněním vyčleněn oddíl o velikosti 0,85 hektaru považovaný za akropoli. Také ji chránila zdvojená linie souběžně vedených příkopů a valů, které snad byly vybudovány prostým navršením materiálu získaným při hloubení příkopů.
Celý prostor hradiště byl poškozen mladšími úpravami. V důsledku zemědělství byl rozvezen vnitřní val akropole a střední část vnějšího opevnění. V areálu se těžil písek, bývala v něm lesnická školka a vede jím cesta, po které se dochovala řada úvozů.